# Русская колонизация Америки
Русская колонизация Америки (1722—1867). В 1795 году началась колонизация континентальной Аляски, спустя ещё четыре года была заложена будущая столица Русской Америки — Ново-Архангельск, где вскоре жили двести русских и тысяча алеутов.
Главным видом экономической деятельности на протяжении всей истории Русской Аляски являлась добыча мехов соболей, лисиц, бобров и каланов. Меха пользовались огромным спросом не только в России, но и в Европе, где климат был намного суровее теперешнего.

## История

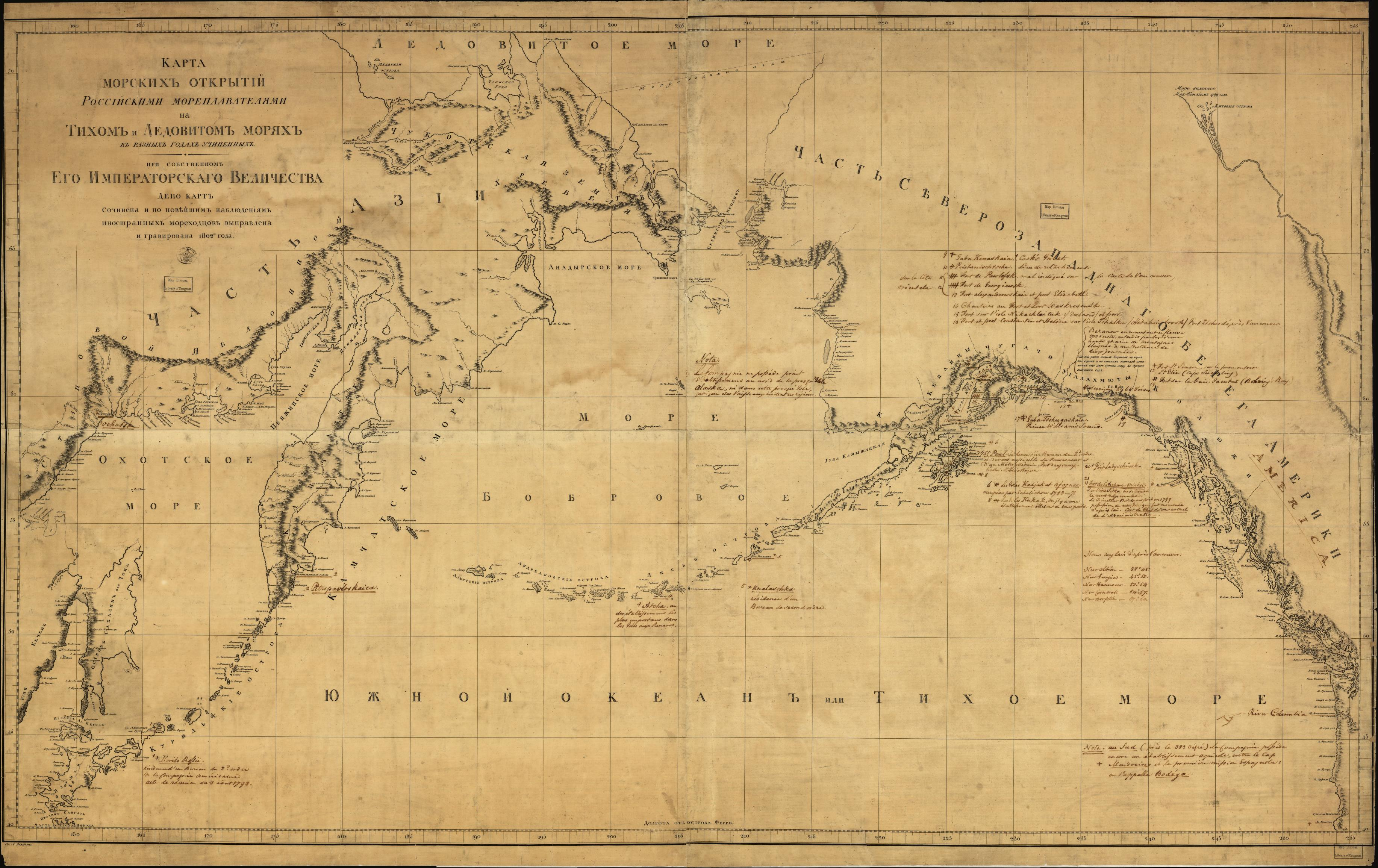
«Карта морских открытий российскими мореплавателями на Тихом и Ледовитом морях», 1802 год

Первыми русскими, которые со стороны Сибири открыли Аляску (Америку), были моряки экспедиции Семёна Дежнёва в 1648 году. Существует предположение, что часть мореходов после кораблекрушения одного из кочей могла высадиться на американский берег и основать первое нежизнеспособное поселение Кынговей. Иоганн де Родес писал в 1652 году из Москвы шведской королеве Кристине о подготовке экспедиции в Америку якутским воеводой Францбековым (Фаренсбахом), для которой якобы собирались отрядить 200 стрельцов под командой иностранных офицеров. По всей видимости, экспедиция не состоялась: в том же году Францбеков потерял своё место из-за злоупотреблений. О происхождении американских туземцев от народов Сибири сообщал в 1687 или 1689 году иезуиту Аврилю смоленский воевода Мусин-Пушкин, служивший до того в Сибирском приказе.
В 1700-х годах движение русских в Америку осуществлялось по двум направлениям, по Алеутскому пути и через Берингов пролив, наиболее интенсивно использовали Алеутский путь.
В 1732 году Михаил Гвоздев и Фёдоров на боте «Святой Гавриил» совершили плавание к берегам «Большой земли» (северо-западной Америки), первыми из европейцев достигли побережья Аляски в районе Мыса Гвоздева (переименован в мыс Принца Уэльского). Гвоздев определил координаты и нанёс на карту около 300 км побережья полуострова Сьюард, описал берега пролива и острова, лежащие в нём. В октябре 1732 года вернулся в Нижнекамчатский острог.
В 1741 году экспедиция Беринга на двух пакетботах «Святой Петр» (Беринг) и «Святой Павел» (Чириков) исследовала Алеутские острова и берега Аляски. В 1772 году на алеутской Уналашке было основано первое торговое русское поселение.
3 августа 1784 года на остров Кадьяк (Бухта Трёх Святителей) прибыла экспедиция Григория Шелихова в составе трёх галиотов («Три святителя», «Св. Симеон» и «Св. Михаил»). «Шелиховцы» (Северо-Восточная компания) начали осваивать остров, подчиняя местных эскимосов (конягов), способствуя распространению православия среди туземцев и внедряя ряд сельскохозяйственных культур (свёкла, репа). Поселение на острове Кадьяк получило название Павловская гавань. В 1783 году Екатерина II утвердила Американскую Православную епархию. В 1793 году на остров Кадьяк прибыла православная миссия в составе 5 монахов Валаамского монастыря, которых возглавил архимандрит Иоасаф (епископ Кадьякский). Миссионеры незамедлительно начали возводить храм и обращать язычников в православную веру. В 1795 году русским промышленникам под предводительством Александра Баранова удалось продвинуться до Якутата.
Одновременно с компанией Шелихова Аляску осваивала конкурировавшая с ним компания купца Павла Лебедева-Ласточкина. Снаряжённый им галиот «Св. Георгий» (Коновалов) прибыл в 1791 году в залив Кука, а его экипаж основал Николаевский редут. В 1792 году «лебедевцы» основали поселение на берегах озера Илиамна и снарядили экспедицию Василия Иванова к берегам реки Юкон. Однако компания Лебедева-Ласточкина к 1798 году разорилась, не выдержав конкуренции с «шелиховцами», из-за отсутствия хорошего снабжения с метрополией в Сибири и восстания индейцев атн.

## Русские поселения в Северной Америке
Русские поселения в Северной Америке — населённые пункты, основанные русскими в ходе освоения Северо-Западной Америки предположительно с XVII века до 1858 года.
Всего за время существования Русской Америки русскими было основано около 60 поселений. 47 современных населённых пунктов США основаны на месте бывших русских колоний, относящихся к периоду с 1784 по 1867 год. Накануне продажи Аляски, в 1866 году в ведении Российско-Американской компании «по приблизительному учёту» числилось 34 населённых пункта.

### Типы населённых пунктов
К типам русских поселений в Северной Америке относились административные центры, редуты, артели и одиночки. Административные центры отделов были крупнейшими поселениями Русской Америки: Ново-Архангельск, Павловская Гавань, Михайловский редут, селения Доброго Согласия и Атхинское. Здесь кроме промышленных и складских построек возводились административные здания, церкви, школы, больницы. Несмотря на то, что основной функцией административных центров было управление колониями, такие поселения одновременно служили морскими портами, выполняя перевалочные, складские и даже судоремонтные работы. К середине XIX века административные центры в планировочном отношении состояли из трёх районов: компанейского, поселенческого (русская слобода) и слободы коренных жителей. Застройка поселений производилась при отсутствии профессиональных архитекторов. Павловская Гавань (с 1793 по 1808 год) и Ново-Архангельск (с 1808 по 1867 год) являлись главными центрами русских колоний.
Редуты — наиболее важный вид населённых пунктов в Русской Америке. Они представляли собой хорошо укреплённые поселения в стратегически важных районах. Население редутов было занято снаряжением промыслов и торговлей с местными жителями. Здесь часто строились кирпичные, лесопильные и мукомольные заводы. Крупным редутом был Дионисевский редут, основанный в 1834 году. Крепостное сооружение защищало поселение от нападения как с суши, так и с моря. Крепость Дионисевского редута вмещала в себя дом правителя, казарму, склад для припасов и пушнины, а также другие постройки. За крепостной стеной располагалась жилая слобода, состоявшая из нескольких домов, огородов и бани. На берегу моря находилась слобода из десятка жилищ тлинкитов.

### Церкви
Первые русские культовые сооружения в Америке были примитивны и возводились в многолюдных поселениях. Первая — Воскресенская церковь из дерева была построена на о. Кадьяк в 1796 году. К церкви был пристроен притвор и алтарь. Сооружение имело звонницу и купол луковичной формы на восьмерике. После третьей перестройки в 1852 году церковь была выстроена в стиле позднего классицизма. В 1816 году строилась первая церковь в Ново-Архангельске Михайловская церковь, которая через 10 лет была перестроена в более просторный собор. В 1831 и 1848 годах собор перестраивался. В 1840-е годы в Ново-Архангельске был возведён Архиерейский дом с церковью Благовещения на втором этаже. В селении Икогмют в 1849 году по проекту Якова Нестерова была построена Крестовоздвиженская церковь небольших размеров. Часовни в большом количество строились в мелких факториях. Имелась часовня и в крепости Росс. В 1843 году в Новоархангельске была построена лютеранская церковь. Около 1862 года в колониях находилось 35 часовен, семь приходских и две приписные.

## Главные центры колоний

### Ново-Архангельск

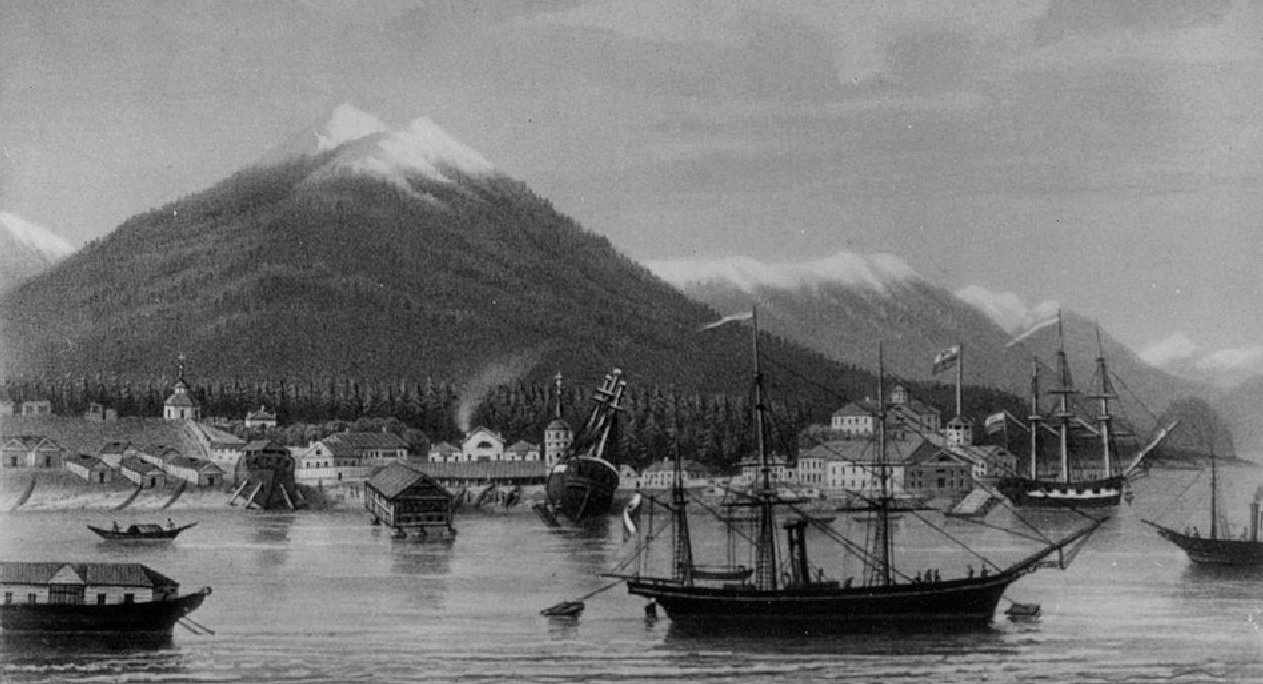

До прибытия белых район был населён индейцами-тлинкитами, занимавшимися охотой и рыболовством. Тлинкиты славились своей воинственностью, наводя страх на другие племена.
Первоначально основан Александром Барановым, с разрешения старейшин тлинкитов, в 1799 году как форт Архангела Михаила в устье ручья, который сейчас носит название Старригавань (Старая Гавань). В 1802 году в ходе русско-индейской войны форт был разрушен индейцами, а его жители перебиты. В 1804 году русские вновь заняли эту территорию при помощи алеутов и орудий корабля «Нева». Поселение было перенесено на стратегически более удобное место, на крутой холм, кекур, рядом с бухтой. Новое поселение получило название Ново-Архангельск.
С 1808 года Ново-Архангельск стал главным городом Русской Америки. В 1848 году построен православный собор Святого Михаила, полностью разрушенный во время пожара в 1966 году и восстановленный по проекту русского архитектора С. Н. Падюкова в 1976 году.
В 1845—1858 годах в городе действовала Новоархангельская духовная семинария, где обучались дети местного коренного населения.
В 1850—1860 годах в Ново-Архангельске была расположена одна из баз русской тихоокеанской эскадры. В 1867 году город, вместе с остальной Аляской, был куплен США и переименован в Ситку. В 1868 году здесь вышла первая на Аляске газета — Sitka Times.

### Павловская гавань
Порт был основан в 1784 году русскими колонистами и являлся первой столицей Русской Америки. В городе расположен дом первого Главного правителя русских поселений в Америке — Александра Баранова, построенный в 1808 году и ныне являющийся старейшим примером русской архитектуры в Северной Америке. Дом Баранова в настоящее время является историческим музеем, в котором находятся предметы быта русских колонистов: пилы, котлы, наковальня, топоры, гвозди, подсвечники, предметы вооружения XIX века и российский флаг.
В Адрес-календаре за 1814 год, составленном не ранее середины 1813 года, на острове Кадьяке числилась контора Главного правителя Российско-Американской компании Александра Баранова, а также «главное российское заселение при Петропавловской гавани», при этом товарищем главного правителя на Кадьяке числился Тертий (Терентий) Борноволоков, а в крепостном порту проживали отставной штурман Калинин и лейтенант Подушкин — все трое погибшие по пути в Ново-Архангельск ещё в январе 1813 года, что говорит об очень низкой скорости передачи информации из этого региона в центр и обратно в начале XIX века.
В православной Церкви Святого Воскресения[en] покоятся мощи Германа Аляскинского, первого православного святого Америки. В городе действует православная Свято-Германовская духовная семинария.
По фамилиям бывших русских домовладельцев уже в американский период (после продажи 1867 года) названы некоторые улицы Кадьяка: Волков (Wolkoff Ln), Семёнов (Simeonof Street), Митрохин (Metrokin Way), Малютин (Malutin Ln) и др.

## Население
Коренным населением Аляски являлись алеуты, индейцы и эскимосы. В русских записках упоминаются эскимосы-чугачи (живущие близ гор Чугач), индейцы-кенайцы (близ полуострова Кенай). Алеуты упоминались под собственным именем, хотя отдельно выделяются кадьякцы (с острова Кадьяк). Называются также индейцы эяки и колоши (тлинкиты из окрестностей Якутата или Ситки: ситхинские колоши).
Эскимосы называли русских косяками (казаками), а потомки аборигенок и русских назывались креолами.
По степени зависимости туземцы превращались в каюров или аманатов.

## Губернаторы Русской Америки
1. Александр Андреевич Баранов: 1790—1818
2. Леонтий Андрианович Гагемейстер: 1818—1818
3. Семён Иванович Яновский: 1818—1820
4. Матвей Иванович Муравьёв: 1820—1825
5. Пётр Егорович Чистяков: 1825—1830
6. Фердинанд Петрович Врангель: 1 июня 1830 — 29 октября 1835
7. Иван Антонович Купреянов: 29 октября 1835 — 25 мая 1840
8. Адольф Карлович Этолин: 25 мая 1840 — 9 июля 1845
9. Михаил Дмитриевич Тебеньков: 1845—1850
10. Николай Яковлевич Розенберг: 14 октября 1850 — 31 марта 1853
11. Александр Ильич Рудаков: 31 марта 1853 — 22 апреля 1854
12. Степан Васильевич Воеводский: 22 апреля 1854 — 22 июня 1859
13. Иван Васильевич Фуругельм: 22 июня 1859 — 2 декабря 1863
14. Дмитрий Петрович Максутов: 2 декабря 1863 — 18 октября 1867

## Договоры

### Русско-американская конвенция (1824)
Русско-американская конвенция о дружественных связях, торговле, мореплавании и рыбной ловле 1824 года — конвенция, подписанная 5 (17) апреля 1824 года в Санкт-Петербурге Россией и США с целью упорядочения отношений между двумя государствами в северо-западной части Северной Америки.

### Англо-русская конвенция (1825)
Англо-русская конвенция 1825 года — конвенция между Россией и Великобританией о разграничении их владений в Северной Америке (в Британской Колумбии).

## Продажа Аляски
Продажа Аляски — сделка между правительствами Российской империи и Соединённых Штатов Америки, в результате которой в 1867 году Россией за 7,2 млн долларов были проданы её владения в Северной Америке (общей площадью 1 518 800 км²).
Впервые с предложением о продаже Аляски выступил генерал-губернатор Восточной Сибири Н. Н. Муравьёв-Амурский в 1853 году.

### Для США
В США высказываются мнения, что покупка Аляски так и не окупила затраченных средств, так как стоимость управления новыми территориями и льготы компаниям, разрабатывающим природные ресурсы Аляски, перевешивают все доходы.

Иной точки зрения придерживался российский академик Владимир Афанасьевич Обручев. По его оценке, только добыча золота на Аляске к 1915 году принесла американцам около 200 миллионов долларов.
…А кроме золота, ещё полностью не исчерпанного, там есть серебро, медь, олово и каменный уголь, который начинают добывать. Потом пушнина, большие леса по Юкону…

— 

### Для России
Вырученные от продажи средства были истрачены главным образом на приобретение за границей принадлежностей для российского железнодорожного транспорта.